# Сербенюк Петро Іванович
Петро Іванович Сербенюк (Псевдо: «Дир»; 8.08.1913, с. Воскресинці, Коломийського повіту, Королівство Галичини та Володимирії, тепер — Коломийський район, Івано-Франківська область — 7.06.1947, с. Троїця, Заболотівського району Станіславської області, тепер — Снятинський район, Івано-Франківська область) — лицар Бронзового хреста заслуги УПА.

## Життєпис

Перший зліва — районовий провідник ОУН Петро Сербенюк-«Дир»

Член ОУН. Керівник Заболотівського (1945) а відтак Коломийського (1945-06.1947) районних проводів ОУН. Загинув у бою з опергрупою Заболотівського РВ МДБ.

## Нагороди
- Згідно з Наказом Головного військового штабу УПА ч. 2/48 від 2.09.1948 р. керівник Коломийського районного проводу ОУН Петро Сербенюк — «Дир» нагороджений Бронзовим хрестом заслуги УПА.

## Вшанування пам'яті
- 5.12.2017 р. від імені Координаційної ради з вшанування пам'яті нагороджених Лицарів ОУН і УПА у м. Івано-Франківськ Бронзовий хрест заслуги УПА (№ 042) переданий Мирону Сербенюку, племіннику Петра Сербенюка — «Дира».